# Heinrich Häberlin
Heinrich Häberlin (Weinfelden, 6 settembre 1868 – Frauenfeld, 26 febbraio 1947) è stato un politico svizzero.
Nel febbraio 1920 è stato eletto nel Consiglio federale svizzero, rimanendovi fino all'aprile 1934. Nel corso del mandato ha guidato il Dipartimento federale di giustizia e polizia.
Ha ricoperto la carica di Presidente della Confederazione svizzera due volte, nel 1926 e nel 1931